# 조이 로런스
조이 로런스(Joey Lawrence, 1976년 4월 20일 ~ )는 미국의 배우이자 가수이다.

## 출연 작품
- 플레인 하이스트 - 컨시어지 역